# Kosmická smlouva

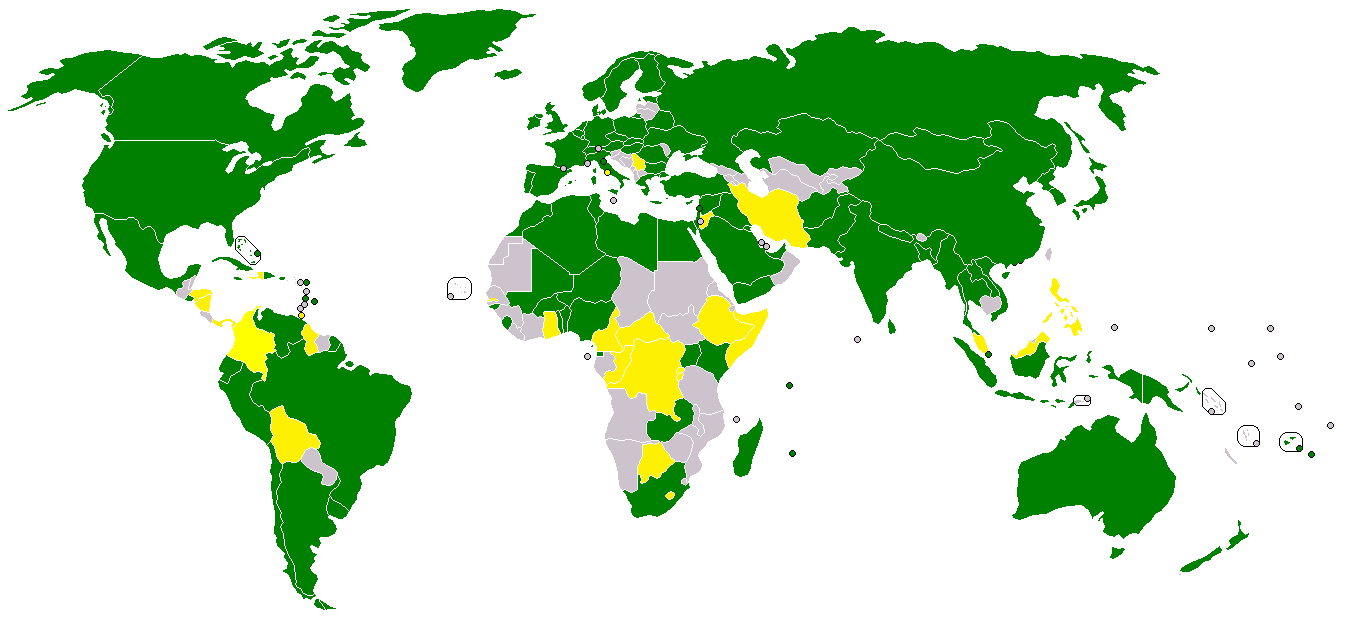
Podepsaly a ratifikovaly
Pouze podepsaly

Smlouva o zásadách činnosti států při výzkumu a využívání kosmického prostoru včetně Měsíce a jiných nebeských těles, zkráceně označovaná jako Kosmická smlouva, je mezinárodní smlouva upravující základní právní rámec pro činnost států ve vesmíru.

## Historie a charakteristika
Byla otevřena k podpisu 27. ledna 1967 u tří depozitárních vlád – Spojených států amerických, Velké Británie a Sovětského svazu. V platnost vstoupila 10. října 1967. Jejím hlavním východiskem byla Deklarace právních zásad činnosti států při výzkumu a využívání kosmického prostoru, přijatá Valným shromážděním OSN v roce 1963.
Smlouva zakazuje smluvním státům umísťovat jaderné zbraně a jiné zbraně hromadného ničení na oběžnou dráhu Země, na Měsíc nebo na jiná nebeská tělesa. Využití Měsíce a dalších nebeských těles vyhrazuje pouze pro mírové účely a výslovně na nich zakazuje budování vojenských základen, provádění vojenských manévrů nebo testování jakýchkoli zbraní (tzv. neutralizace a zásada nemilitarizace Měsíce a nebeských těles).
Článek 2 deklaruje kosmický prostor jako rei communis. Kosmický prostor patří celému lidstvu (čl. 1) a jednotlivé státy si ho nemohou žádným způsobem přivlastnit (např. okupací, prohlášením suverenity). Podobný režim platí i pro mezinárodní vody.
Tento koncept byl pak roku 1979 potvrzen i ve článku 11 Dohody o činnosti států na Měsíci a jiných nebeských tělesech, který prohlašuje Měsíc a jeho přírodní zdroje za „společné dědictví lidstva“ – tato smlouva vstoupila v platnost roku 1984, podepsalo ji však jen 9 poměrně bezvýznamných států, z nichž žádný se kosmického programu významněji neúčastní.
Výzkum a využívání kosmického prostoru je přístupný všem státům (bez ohledu na jejich hospodářskou vyspělost) a tyto státy se řídí zásadou spolupráce. Kosmonauti jsou považováni za „vyslance lidstva“.
Smlouva dále stanovuje odpovědnost smluvních států za škody způsobené jejich kosmickými objekty. Tato odpovědnost byla upřesněna a rozvedena roku 1972 v Úmluvě o mezinárodní odpovědnosti za škody způsobené kosmickými předměty.
Smlouvu ratifikovalo 117 států a 26 dalších ji zatím podepsalo. Úřední překlad do češtiny je pod č. 40/1968 Sb.